# پشت‌نقطه‌ایان
پشت‌نقطه‌ایان، رنگواره‌ایان یا نئون‌ماهیان (Pseudochromidae) خانواده‌ای از ماهیان هستند. تقریباً صد گونه از این ماهیان وجود دارد. این ماهی‌ها در نواحی گرمسیری و نیمه گرمسیری اقیانوس هند و اقیانوس آرام جایی که آب‌سنگ مرجانی یافت می‌شود زندگی می‌کنند. آنها ماهی‌هایی با پوست روشن هستند که نر و ماده را به صورت خیلی بارز از هم مشخص می‌کند. این ماهی‌ها کوچک و بیشتر با طولی کمتر از ۱۰ سانتیمتر و برخی نیز با کمتر از ۲ سانتیمتر هستند.